# Avariska
Avariska eller avar är ett nordöstkaukasiskt språk som talas av det avariska folket. Det är beräknat att det finns omkring 600 000 talare i Kaukasus, främst i Republiken Dagestan i Ryssland. Det skrivs med en egen variant av det kyrilliska alfabetet, mestadels grundat på det ryska.